# Nemzeti Sport
A Nemzeti Sport Magyarország egyetlen sportnapilapja, a Népsport utódja.

## Története

### Az elsőNemzeti Sport
Az első, Nemzeti Sport című újság alapítója Fodor Károly műegyetemi vívómester. Az akkoriban hiánypótló újság Fodor vívótermében készült. Az első újság 30 fillérbe került.
1903-ban hetente jelent meg először a vívással és minden egyéb sporttal foglalkozó hetilap. Szerény példányszámban, kis méretekben, fekete-fehér változatban, a tudósítók kézzel írt oldalakat juttattak el a szerkesztőkhöz. 1907-ben a Nemzetközi Labdarúgó-szövetség (FIFA) hivatalos lapjává nyilvánította. 1912. november 10. és 1919. október 2. között – a túlzott mértékben megnövekedett költségek miatt – nem jelent meg. 1919. szeptember 18-án az első kiadvány Képes Sport címmel jelenik meg. Október 2-án már Nemzeti Sport névvel, már hetente kétszer kerül a terjesztőkhöz.
1922. augusztus 22-én megalakult a függetlenséget, önállóságot biztosító Nemzeti Sport Lapkiadó Rt.. A heti megjelenés háromra emelkedett.
Vadas Gyula főszerkesztő irányításával 1923-ban napilap lett, az újság hetente ötször jelent meg. Keddi napokon Képes Sport mellékletet tartalmazott. 1925-től jellegzetesen zöld papírra nyomtatták az újságot. Ebben az évben szórakoztató melléklettel Bolondos Ötletek Képekkel (BÖK) bővült. Állandó mottói közé tartozott: Tévedni bírói dolog. Létrehozták, évente adták át a Nemzeti Sport Plakettjét, az első elismerést Schlosser Imre kapta.
Felelős szerkesztői közé tartozott Hoppe László, Pluhár István, Feleki László, Mattanovich Béla.

#### Főszerkesztői[2]
- Nagy Béla 1903-1907
- Friedrich Nándor 1907-1912
- Vadas Gyula 1919-1943
- Széchenyi Ferenc 1943–1944
- Gallowich Tibor 1945–1946
- Hidas Ferenc, Solti Lajos 1947–1948
- Tavasz István 1948
- Marsall László 1949
- Feleki László 1949–1954
- Schütz Árpád 1954
- Terényi László 1955
- Soproni János 1956–1958
- Kutas István 1958–1962
- Tabák Endre 1962–1969
- Szabó Béla 1969–1983
- Varga József 1983–1986
- Király Ferenc 1986–1989
- Szekeres István 1989–1992
- Borbély Pál 1992–1996
- Énekes Zoltán 1996–1999
- Dénes Tamás 1999–2000
- Szekeres Tamás 2000–2005
- Kálnoki Kis Attila 2005–2008
- Malonyai Péter 2008
- Buzgó József 2008–2016
- Szöllősi György 2016–

### ANépsport
A második világháború végétől Népsport címen jelent meg sportnapilap Magyarországon.   A rendszerváltásig (1990-ig) Népsport volt a neve  (leszámítva az 1956-os forradalmat követő néhány hónapot, amikor csak Sport volt a cím).

### A privatizáció óta
Eredeti nevét a privatizációval egyidejűleg kapta vissza, kezdetben az átmenetet jelképező Nemzeti (nép)Sport alakban, majd a nép szót elhagyva. 1997-ben elindult online változata, a Nemzeti Sport Online (közismert rövidítése: NSO). 1999-ben a Ringier Kiadó Kft.-hez került a lap kiadói joga és a teljes szerkesztőség. 2014-ben a Ringier Kiadó Kft. és az Axel Springer-Budapest Kiadói Kft. egyesülése miatt végrehajtott portfóliócsere következtében a Mediaworks Hungary Zrt. lett a tulajdonos. 
A Mediaworks 2022 nyarán létrehozta az N.S. Média és Vagyonkezelő Kft.-t, amely augusztustól a Nemzeti Sport kiadója lett  Ballai Attila vezetésével, aki a Mediaworks sportdivízióját is vezeti. 2022. szeptember 30-án a Magyar Közlönyben megjelent, hogy a Honvédelmi Minisztérium alá tartozó Nemzeti Sportügynökség Zrt. (NSÜ) aznap este 22 órától a kiadó Kft. tulajdonosa, és ezzel egy időben az NSÜ az MTI útján közleményt adott ki mint a Nemzeti Sport kiadójának új tulajdonosa. Ugyanakkor a korábbi tulajdonos, a Mediaworks az eladást nem erősítette meg, de a logója lekerült a sportlap weblapjáról. Az eladásról a Mediaworks később sem nyilatkozott. Az értesülések szerint 3 milliárd forintos üzlet célja az lehetett, hogy a veszteséges lap mindenképpen megmaradjon nyomtatott formájában is. 2022 első negyedévében az eladott példányszám nem érte el a 20 ezret. 2023 nyarán a kormány 10 ezer példányt rendel naponta a lapból, hogy az állami alkalmazottak ingyen hozzáférhessenek. Egy 2024 áprilisi törvénymódosítás alapján a kiadó tulajdonosi jogaival a Médiaszolgáltatás-támogató és Vagyonkezelő Alap (MTVA) rendelkezik.

#### Felelős szerkesztők
Dr. Mamusich Mihály, Tabi László, Kutas István, Tabák Endre, Várkonyi Sándor, dr. Boross Dezső, Gyenes András, Németh Péter, Török Péter, Lakat T. Károly, Szabó Illés, Kiss László, Zsiday István, Gyárfás Tamás, Kő András, Jakab József, Nagy N. Péter, Rochy Zoltán, Szombathy István, Vincze András.

## Témái
A lap számos sportággal foglalkozik. Kiemelten fontos szerepet kap a labdarúgás. Figyelemmel kíséri a magyar labdarúgó-bajnokság, az európai élvonalbeli bajnokságokat, az olimpiai játékokat, valamint a kontinensi és világbajnokságokat.
A labdarúgáson kívüli sportágak, például a Formula–1, a Rali-világbajnokság, a tenisz, a kézilabda, a kosárlabda, a vízilabda, a jégkorong és az úszás hírei is a hasábokra kerülnek.
Kiemelt figyelmet kapnak azok a sportágak, amelyekben Magyarország hagyományosan jól teljesít. Hetente egyszer részletesen taglalják az utánpótlás és amatőr sportesemények eredményeit.

## Elismerései
- MOB-médiadíj 1993